# Ineta Sipunova
Ineta Sipunova (* 24. März 1970 in Madona, Lettische SSR) ist eine lettische Videodesignerin.

## Leben und Werk
Sipunova schloss 2001 ihr Studium an der Kunstakademie Lettlands in Riga ab. In der letzten Zeit arbeitete sie als Videokünstlerin für diverse Opernproduktionen, darunter Avis Hermanis’ Inszenierungen von Così fan tutte an der Komischen Oper Berlin (2013, Bühne: Uta Gruber Ballehr) und Jenůfa am Théâtre de la Monnaie in Brüssel (2014) sowie Andrejs Žagars’ Inszenierungen von Tannhäuser am Bolschoi-Theater in Moskau (2013, Bühne: Andris Freibergs) und Lohengrin an der Litauischen Nationaloper (2013, Bühne: Reinis Suhanovs). Außerdem verantwortete sie 2014 Bühnenbild und Videodesign in der Uraufführung von Krists Auznieks’ Kammeroper Solar Wind in der Regie von Zane Kreicberga in der Spikeri-Konzerthalle in Riga. Seit 2006 entwirft Ineta Sipunova Videoprojektionen im Bereich des Sprechtheaters. Zu ihren jüngsten Arbeiten zählt Tracy Letts’ August: Osage Country in der Regie von Girts Ecis und Mindaugas Karbauskis (Bühne: Gints Gabrans) am Majakowski-Theater in Moskau (2013). Im März 2017 gestaltete sie die Video-Projektionen für die Alvis-Hermanis-Neuinszenierung von Richard Wagners Parsifal an der Wiener Staatsoper.
Ihre Video-Kunstwerke waren seit 2005 in Ausstellungen in Lettland, Frankreich, Deutschland und Finnland zu sehen. Seit 2001 lehrt sie in der Bühnenbild-Abteilung der Kunstakademie Lettlands.